# Laura Marulanda Tobón
Laura Emilse Marulanda Tobón (19 de enero de 1969) es abogada con Maestría en Derecho y Maestría en Administración, especialista en Gerencia Pública y en Derecho Administrativo Auditora General  Colombia desde el 24 de julio de y en  Es autora de varios libros sobre control fiscal en Colombia y recibió el reconocimiento a la Gestión Cámara de Comercio de Aburra 2005.

## Historia
Nació en Rionegro Antioquia. Estudió Derecho en la Universidad de Medellín, institución en la que más adelante se especializó en Derecho Administrativo. Ha realizado estudios de especialización en Gerencia Pública de la Escuela Superior de Administración Pública y cursó la maestría en Gobierno Municipal de la Universidad Externado de Colombia.
Su carrera en el sector público inició en el año 1989 época en la que se desempeñó en la Contraloría Departamental de Antioquia y en la Contraloría Municipal de Medellín. En 1997 fue elegida Personera Municipal de Guarne y un año más tarde pasó a ser Personera Delegada en la Personería Municipal de Rionegro. En el año 2004 el Concejo Municipal de Itagüí la eligió Contralora, cargo que ostentó hasta el año 2007. Laura Marulanda también fue Contralora delegada para la gestión pública e instituciones financieras de la Contraloría General de la República y asesora en esta misma entidad entre los años 2005 y 2008. En el año 2009 pasó a ser Directora de la Oficina Jurídica de la Corporación Autónoma Regional de las Cuencas de los Ríos Negro y Nare (Cornare) razón por la que su actual gestión como Auditora General hace énfasis en la valoración de los costos ambientales.
Fue incluida en las ternas elaboradas por los Tribunales Superiores de Medellín y Antioquia para ocupar los cargos de Contralora General de la Ciudad de Medellín y Antioquia en el año 2012. En enero de 2013 ocupó el primer puesto en el concurso de méritos de la Dirección del ICBF en Antioquia, pero fue nombrado para el cargo César Darío Guisao, segundo en el concurso.
A mediados de ese mismo año fue elegida por la Sala Plena del Consejo de Estado como Auditora General de la República para el periodo 2013 - 2015. Laura Marulanda hacía parte de la terna presentada por la Corte Suprema de Justicia en la que también figuraba Carlos José Bitar Casji y Luz Jimena Duque.

## Publicaciones
Su primera publicación la hizo en 1996 con la obra titulada El juez en el Estado Social y Democrático de Derecho. Posteriormente escribió el libro Modelo de Gestión para un Control Fiscal Territorial con Calidad que fue lanzado en el 2007, año en el que también publicó Camino a la Excelencia en la gestión del control fiscal territorial.
Además de estas publicaciones se ha desempeñado como Coordinadora del Proyecto de Investigación del Movimiento Social por los Derechos Humanos en Colombia, investigadora del Grupo de Ciencias Sociales y Humanismo de la Universidad Católica de Oriente y catedrática en las áreas del Derecho administrativo y la Gerencia Pública en distintas universidades del país entre las que destacan la Universidad Católica del Oriente, la Universidad de Medellín y la Universidad del Rosario.